# Ya Ya Touré
Dantouma Touré (Conakri, Guinea, 12 de junio de 2004), conocido deportivamente como Ya Ya Touré, es un futbolista estadounidense que juega como extremo en los Colorado Rapids de la Major League Soccer de los Estados Unidos.

## Trayectoria

### Comienzos
Touré jugó como miembro de la Players Development Academy (PDA) antes de mudarse a los New York Red Bulls.
Durante la temporada 2020 de la USL Championship, Touré apareció para los New York Red Bulls II. Hizo su debut ingresando en el 77' durante la derrota por 1-0 ante el Hartford Athletic el 17 de julio de 2020.

### Colorado Rapids
El 4 de marzo de 2021, Touré se unió a los Colorado Rapids de la Major League Soccer, y los Rapids adquirieron sus derechos de los New York Red Bulls a través de un intercambio.
El 13 de mayo de 2021, Touré se unió al Colorado Springs Switchbacks, en calidad de préstamo, de la USL Championship.

## Selección nacional
Ha representado a los Estados Unidos a nivel sub-16 y sub-17.